# Geoff Huston
Geoff Huston AM (* 1956) ist ein australischer Informatiker und Internetpionier. Er wird bisweilen als der „Vater des Internets in Australien“ bezeichnet.

## Leben und Werk
Huston besuchte die Canberra Grammar School. 1975 bis 1978 studierte er Informatik an der Australian National University und schloss mit einem M. Sc. ab. Von 1989 bis 1995 arbeitete Huston als Network Technical Manager bei AARNet, von 1995 bis 2004 als Chief Internet Scientist bei Telstra. Seit 2004 ist er Chief Scientist bei APNIC
Ende der 1980er Jahre begann Huston, einen Verbund der einzelnen Netzwerke an den ungefähr 40 Universitäten Australiens mittels Internet-Technologie zu planen. Die Universitäten zogen mit, als sie von den relativ niedrigen Aufbaukosten von circa 1,5 Millionen US-Dollar pro Jahr erfuhren. Nach etwa einem Jahr Planung gingen Huston und ein Kollege von Campus zu Campus und verteilten Router. Nach dreiwöchiger Installation der Geräte ging das Netzwerk Ende Mai 1989 live und das Internet in Australien war geboren. Via Satellit entstanden Verbindungen mit der ganzen Welt.
1995 übernahm das damalige nationale Telekommunikationsunternehmen Telstra das australische Internet von den Universitäten. Huston wechselte als Chief Internet Scientist zu Telstra, wo er bis 2004 blieb. Als Chief Scientist bei APNIC forscht Huston an Themen wie Internet-Infrastruktur, IP-Technologien und Adressvergabestrategien.
Neben zahlreichen anderen Texten hat Huston an etlichen RFCs mitgearbeitet. Geoff Huston wurde mehrfach für seine Leistungen ausgezeichnet. 2012 wurde er in die Internet Hall of Fame der Internet Society aufgenommen. 2020 wurde er zum Member des Order of Australia ernannt.